# Roodsnavelmargrietje
Het roodsnavelmargrietje (Pionus sordidus) is een papegaaiachtige uit de familie papegaaien van Afrika en de Nieuwe Wereld (Psittacidae). De wetenschappelijke naam van de soort werd als Psittacus sordidus in 1758 gepubliceerd door Carl Linnaeus.

## Verspreiding en leefgebied
Deze soort komt voor in noordelijk en westelijk Zuid-Amerika en telt zes ondersoorten:
- P. s. sordidus – noordelijk Venezuela.
- P. s. corallinus Bonaparte, 1854 – van de oostelijke Andes van Colombia tot Bolivia.
- P. s. saturatus Todd, 1915 – Santa Martagebergte (noordoostelijk Colombia).
- P. s. mindoensis Chapman, 1925 – westelijk Ecuador.
- P. s. antelius Todd, 1947 – noordoostelijk Venezuela.
- P. s. ponsi Aveledo & Ginés, 1950 – van noordelijk Colombia tot noordwestelijk Venezuela.

## Status
De grootte van de populatie is niet gekwantificeerd maar de soort wordt omschreven als vrij algemeen. Op de Rode lijst van de IUCN heeft deze soort de status niet bedreigd.

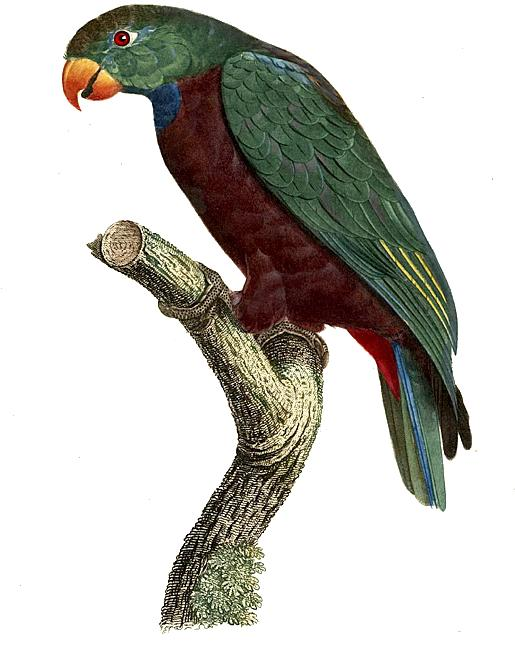
afbeelding uit Levaillant